# Gletscherhorn (Alpy Berneńskie)
Gletscherhorn – szczyt w Alpach Berneńskich, części Alp Zachodnich. Leży w Szwajcarii na granicy kantonów Valais i Berno. Leży na południe od Jungfrau. Można go zdobyć ze schroniska Konkordiahütte (2850 m). Góruje nad lodowcem Aletschgletscher.
Pierwszego odnotowanego wejścia dokonali James John Hornby i Christian Lauener 15 sierpnia 1867 r.